# 和田あき
和田 あき（わだ あき、1997年11月14日 - ）は日本将棋連盟所属の女流棋士。女流棋士番号は50。藤倉勇樹五段門下。北海道札幌市出身。立命館大学中退。

## 棋歴

### 女流プロになるまで
- 札幌で生まれ、生後4か月で埼玉県和光市に移り住む[1]。和光市立第三小学校、和光市立大和中学校卒業[2]。
- 5歳の頃に、父と兄が指しているのに興味を持って将棋を覚える[3]。中井広恵の主宰する中井塾[4]や大野八一雄の教室[5]などで力をつける。
- 2008年8月、小学5年で第1回小学生駒姫名人戦に出場し、竹俣紅に敗れ3位[6]。
- 2009年8月、小学6年で第2回小学生駒姫名人戦で優勝[7]。
- 2009年12月、研修会F1クラスで入会[8]。
- 2010年8月、中学1年で全国中学生選抜将棋選手権大会で長谷川優貴に敗れ3位[9]。
- 2010年9月、第38回1dayトーナメントのGSPカップEastで優勝[10]。
- 2011年8月、中学2年で全国中学生選抜将棋選手権大会で2連覇する山根ことみに敗れ3位[11]。
- 2012年8月、中学3年で全国中学生選抜将棋選手権大会で山根ことみに敗れる[12]。
- 2013年8月1日、高校1年で全国高校将棋選手権大会女子の部で優勝[13]。
- 2013年8月17日、第7期マイナビ女子オープンチャレンジマッチを勝ち上がり、一斉予選1回戦で竹俣紅に敗れる[14]。
- 2013年11月、第45期女流アマ名人戦で3位[15]。
- 2014年1月、全国高校将棋新人大会女子の部で準優勝[16]。
- 2014年3月9日、関東研修会C2クラスで3連勝してC1に昇級し、女流棋士3級の資格を取得[5]。その後、資格申請を行い、4月1日付で関東所属の女流3級になった[17]。

### 女流プロ入り後
- 2014年8月9日、第8期マイナビ女子オープン一斉予選決勝で西山朋佳奨励会初段に勝って本戦入りを決め、昇級規定「マイナビ女子オープン本戦入り-昇級規定の女流1級に該当した場合」を満たして女流2級に昇級し、正式な女流棋士となって女流棋士番号50を付与された[18]。
- 2014年10月5日、第8回白瀧あゆみ杯争奪戦決勝戦で室谷由紀に勝ち、優勝。
- 2014年11月6日、第8期マイナビ女子オープン本戦2回戦で斎田晴子に勝利し、昇段規定「マイナビ女子オープンベスト4」を満たし、女流初段に飛付昇段[19]。その後、挑戦者決定戦まで勝ち進むが[20]、2015年3月9日上田初美に敗れ、タイトル初挑戦は逃す[21]。

## 棋風
居飛車党で矢倉を得意とする。

## 人物
11月生まれであることから「あき」と名付けられた。和田アキ子と名前が似ていることについて、両親は知り合いに指摘されるまで気が付かなかったという。「一度聞けば忘れない覚えてもらいやすい名前なので、私は気に入っています」と語っている。
國學院高等学校在学中に関東所属でプロ入りしたが、2016年4月に立命館大学法学部に進学し、関西所属となった。2017年3月末に立命館大学を退学し、6月1日付で関東所属に復帰した。
2018年度からNHK杯の棋譜読み上げを務めている。2018年8月から11月までは司会の藤田綾が産休のため、同じく棋譜読み上げの飯野愛と共に交替で司会も担当していた。
『将棋年鑑 2018』掲載の棋士名鑑アンケートで、「世の中で一番怖いものはなんですか?」という質問に「蝉」と答えている。
妹の和田はなも2020年9月に女流棋士としてデビューしており、姉妹で女流棋士となるのは和田姉妹で4例目である。
将棋棋士の黒沢怜生と結婚したことを、2025年6月20日に日本将棋連盟を通じて公表した。結婚後も和田姓のまま活動する。

## 昇段履歴
研修会
- 2009年12月00日 ： 関東研修会入会（F1クラス）
- 2014年03月09日 ： C1クラスに昇級（女流3級資格）

女流棋士
- 2014年04月01日 ： 女流3級（女流棋士 仮資格）
- 2014年08月09日 ： 女流2級（マイナビ女子オープン本戦入り - 女流1級に該当） = 正式プロ入り[18]
- 2014年11月06日 ： 女流初段（飛び付き昇段、マイナビ女子オープンベスト4入り）[19]
- 2023年06月05日 ： 女流二段（勝数規定／女流初段昇段後70勝）[30][31]

## 主な成績
- 白瀧あゆみ杯争奪戦（非公式戦）第8回優勝
- 第8期マイナビ女子オープン　挑戦者決定戦進出

### 年度別成績
女流棋戦
- 2024年度
  - 年度成績：31局 15勝16敗（勝率0.4838）[32]
  - 通算成績：207局 103勝104敗（勝率0.4975）〈2025年3月31日対局分まで〉[33]